# George Hill (Sprinter)

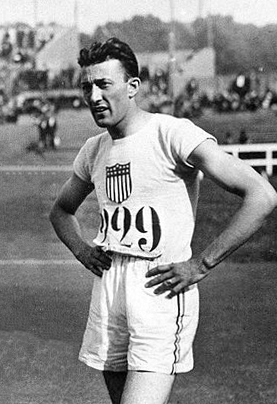
George Hill bei den Olympischen Spielen 1924

George Hill (George Leroy Hill; * 17. April 1901 in Lansford, Pennsylvania; † 18. Januar 1992 in Mannington, New Jersey) war ein US-amerikanischer Sprinter.
Bei den Olympischen Spielen 1924 in Rom wurde er Vierter über 200 m in 22,0 s.

## Persönliche Bestzeiten
- 100 m: 10,6 s, 13. Juni 1924, Cambridge
- 200 m (gerade Bahn): 21,1 s, 14. Juni 1924, Cambridge (entspricht 21,6 s auf einer Standardbahn)